# Battaglia di Yangcun
La battaglia di Yangcun fu combattuta il 6 agosto 1900 presso l'omonimo villaggio cinese, durante la rivolta dei Boxer.
La spedizione Gaselee, che intendeva raggiungere ed espugnare Pechino, incontrò forti resistenze cinesi lungo il percorso. Lo scontro di Yangcun fu l'ultimo serio tentativo cinese di respingere gli stranieri prima della battaglia di Pechino del successivo 13 agosto.

## Antefatti
Per soccorrere gli stranieri intrappolati nell'assedio delle legazioni di Pechino e i resti della spedizione Seymour, il generale Alfred Gaselee organizzò una forza di soccorso internazionale, che partì il 4 agosto da Tientsin alla volta di Pechino. Le forze assediate dell'ammiraglio Edward Hobart Seymour furono liberate quasi subito, mentre il 5 agosto i cinesi opposero forte resistenza durante la battaglia di Beicang.
Pur sconfitti, i cinesi riuscirono a ritirarsi da Beicang senza troppe perdite, ma Gaselee, conscio di dover mantenere l'iniziativa, volle inseguirli per impedir loro di allestire nuove difese. Grazie ai ponti di barche costruiti dai genieri giapponesi, i contingenti americano, britannico, russo e francese attraversarono il fiume Hai He puntando verso la cittadina di Yangcun seguendo la ferrovia Pechino-Tientsin, mentre le truppe giapponesi, principali combattenti di Beicang, proseguirono sulla riva destra per evitare ulteriori scontri.

## La battaglia
Lungo la ferrovia erano presenti numerosi villaggi, e in ognuno soldati cinesi nascosti tentavano di tendere imboscate al contingente occidentale, tuttavia con scarsi risultati. L'avanzata della spedizione era comunque faticosa per il gran caldo di quel giorno, tanto che numerosi soldati collassarono e alcuni morirono per ipertermia. Vi era inoltre spesso confusione tra i vari contingenti della spedizione, che collaboravano malvolentieri gli uni con gli altri, risultando quindi in diversi episodi di fuoco amico.
I cinesi, ritiratisi dai villaggi, si nascosero nei campi circostanti, bersagliando da lontano le colonne di regolari, ma venendo presto dispersi dai colpi d'artiglieria anglo-americana. L'artiglieria russo-francese invece, per un errore di comunicazione, sparò sulle posizioni delle truppe americane, provocando alcuni morti. Poco dopo i cinesi si ritirarono definitivamente, liberando la strada verso Pechino, che sarebbe stata attaccata il successivo 13 agosto.